# Céline Timmerman
Céline Timmerman (Oostende, 1990) is een Belgische actrice en theatermaker. Zij studeerde in 2012 af als docent beeldende kunsten aan de Hogeschool Gent. In 2016 voltooide zij de opleiding regisseur aan de Toneelacademie Maastricht. Timmerman speelt naast films ook in televisieseries.

## Filmografie
- Shimi (2012)
- Cordon (2014, televisieserie, vier afleveringen)
- Labyrinthus (2014)
- De Ridder (2014, televisieserie, een aflevering)
- Bevergem (2015, televisieserie, twee afleveringen)
- New Queer Visions: Lust in Translation (2016)
- Evelynne (2019, korte film)
- Callboys (2019, televisieserie, een aflevering)
- Lisa (2021) - als Francine
- Familie (2022) - als Mira Deruyter

## Theater
- Buidelwolf (2017, auteur)